# Pantaléon
 (septembre 2021).
Si vous disposez d'ouvrages ou d'articles de référence ou si vous connaissez des sites web de qualité traitant du thème abordé ici, merci de compléter l'article en donnant les références utiles à sa vérifiabilité et en les liant à la section « Notes et références ».
Pour les articles homonymes, voir Pantaléon (homonymie) et Saint-Pantaléon.
Pantaléon est un roi gréco-bactrien ayant régné d'environ 190 à 180 av. J.-C. Il est peut-être un frère de Démétrios Ier. Il règne sur l'Arachosie et le Gandhâra, mais il se pourrait qu'il soit un co-roi de Démétrios. Il est le régent d'Euthydème II, fils de Démétrios, dont le règne a été très bref.

## Monnayage
Pantaléon est un des premiers rois gréco-bactriens à avoir sa monnaie gravée en pièces indiennes, ce qui donne à penser qu'il cherche le soutien de la population indigène. Son successeur semble être Agathocle Ier (peut-être son frère ou son fils), par qui il a été commémoré sur des pièces de monnaie. 
Certaines de ses pièces (ainsi que celles d'Agathocle Ier et Euthydème II) ont une autre caractéristique originale : elles sont faites en cupronickel (un alliage de cuivre et de nickel), une technologie qui sera développée en Europe au XVIIIe siècle, mais qui est déjà connue par les Chinois de l'époque. 
Taxila se trouvant à la limite de l'utilisation des deux écritures, kharosthi au nord-ouest et brahmi au sud-est, Pantaléon émet les premières monnaies de bronze bilingues grec-brahmi avec la représentation d'une divinité indienne et la panthère de Dionysos.

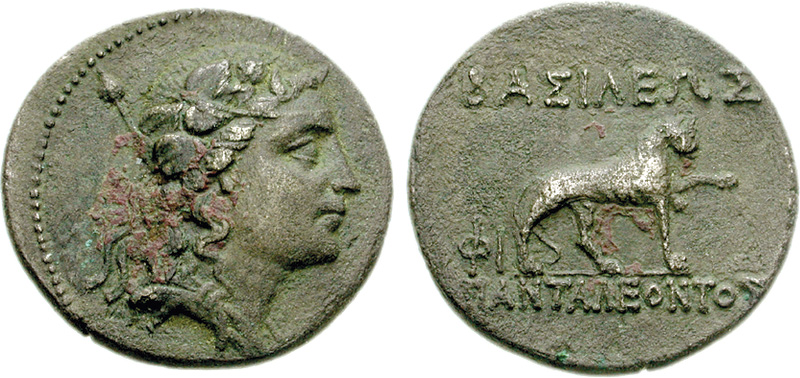
Monnaie à l'effigie du roi Pantaléon.
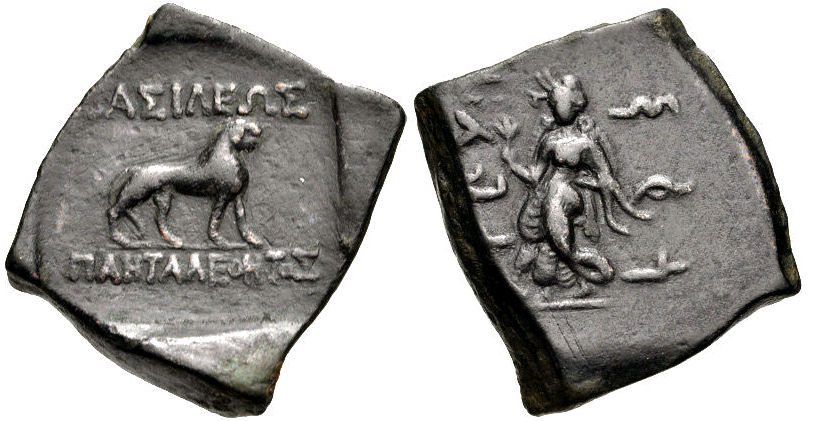
Monnaie de Pantaléon avec une femme dansante (Lakshmi?) et un lion.
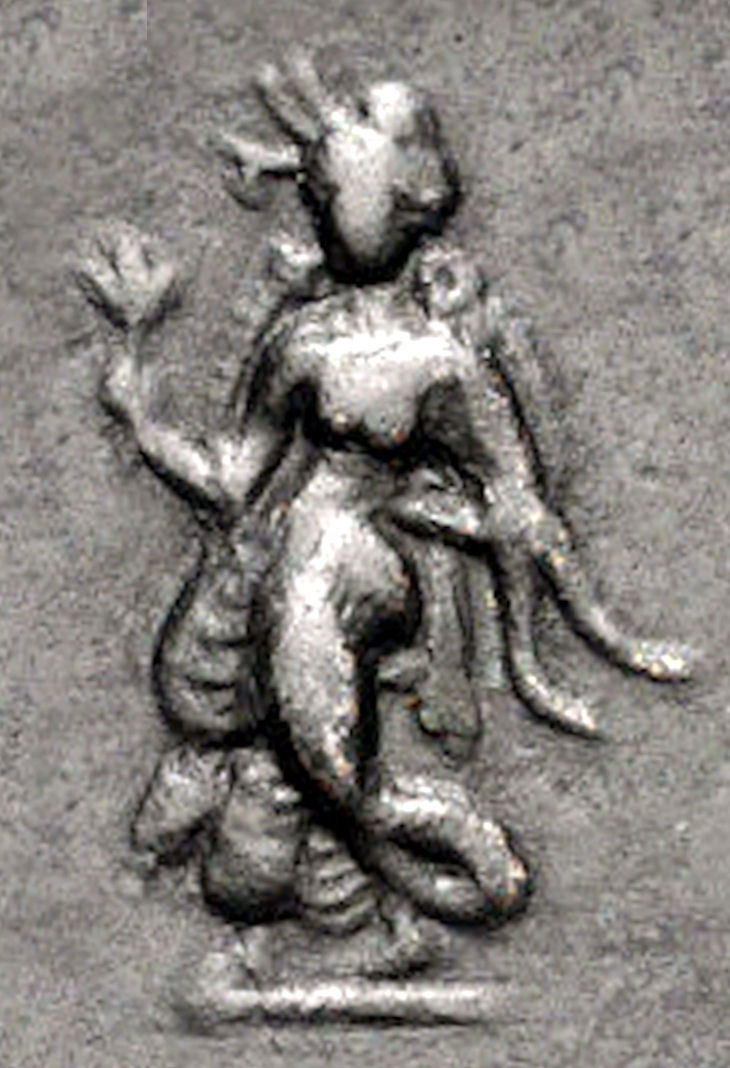
Femme dansante, peut-être Lakshm sur une monnaie de Pantaléon.
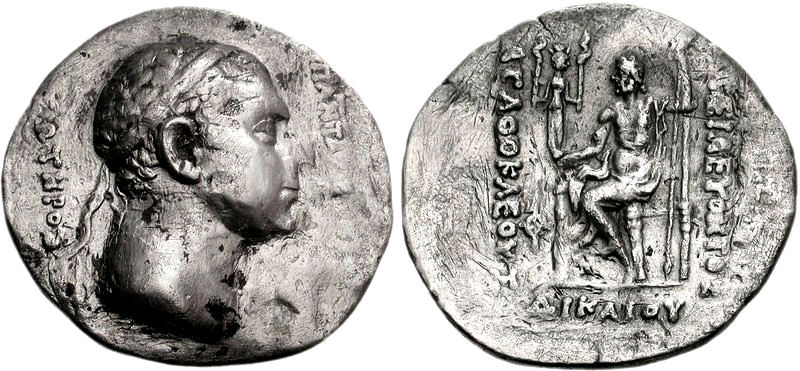
Pièce commémorative d'Agathocle pour Pantaléon, représenté sur l'envers.